# إذاعة طنجة
إذاعة طنجة  هي محطة إذاعة مغربية من مدينة طنجة.

## التاريخ
تأسست إذاعة طنجة في منتصف الأربعينيات من القرن العشرين، وتحديدا سنة 1946. ولدت محطة تجارية وترفيهية متعددة اللغات تبث برامجها بالإنجليزية والفرنسية والإسبانية. ثم دفع بها طابعها التجاري نحو اللغة العربية.
ثم أصابتها الحماية الوطنية، لحظة نفي محمد الخامس سنة 1953..حيث أصبحت تنقل أخبار الكفاح الوطني وتبث رسائل مشفرة موجهة لعناصر المقاومة..ومن ثم أضحت إذاعة طنجة منبرا لتسريب أخبار النضال من أجل الاستقلال نحو العالم الخارجي، مستفيدة في ذلك من تناقض مصالح المستعمرين..وقد ساعد على تقديم الأخبار ذات المضمون الوطني أن الإذاعة كانت أمريكية/إسبانية..
وعرفانا بالدور الطلائعي الذي لعبته إذاعة طنجة إبان فترة الحماية فقد خصها الملك محمد الخامس، بزيارة بداية الاستقلال، حيث كانت إحدى قنوات نقل أخبار الوطن إلى المنفى الآثم..
ولدت هذه الإذاعة في مناخ طبعته المنافسة الشرسة..فقد كانت هناك إذاعة إفريقيا (الأقدم، تأسست سنة 1939وهي إسبانية/أمريكية)، وكانت إذاعة طنجة الدولية، فرنسية..وكانت إذاعة بان أمريكان أمريكية.. تبث جميعها بالعربية والفرنسية والإسبانية والإنجليزية.. هذا بالإضافة إلى عدد من المحطات الخاصة..
الشركة التي كانت تملك إذاعة إفريقيا/المغرب، وإذاعة إفريقيا/طنجة كانت تملك أيضا محطة إذاعية في أندورا، وإذاعة أخرى في سان سيباستيان..أما مقرها في طنجة فكان في شقة بإحدى العمارات بشارع فاس، ثم انتقلت فيما بعد، لتستقر في ما كان يعرف سابقا بشارع روسيا في مبنى قريب من المقر الحالي لإذاعة ميدي 1..
إذاعة إفريقيا كانت تشتغل تقريبا، طيلة اليوم على قناتين: قناة جهوية «إذاعة إفريقيا/طنجة»، تؤمن تغطية إذاعية تشمل التراب المغربي برمته، وقناة «إذاعة إفريقيا/المغرب» التي كانت لها أجهزة بث قوية وتلتقط بالتالي برامجها في المغرب وأوروبا والشرق الأوسط.. وهكذا كانت إذاعة إفريقيا تبث برامجها خلال الفترة الصباحية، على موجتين وقناتين مختلفتين من حيث التوجه ونوعية البرامج.. فإذاعة أفريقيا/ طنجة كانت تبث أخبارا وبرامج تعنى بالجهة، مع تخصيص حيز زمني مهم للوصلات الإشهارية..أما إذاعة إفريقيا/المغرب فكانت برامجها تقوم على أخبار وبرامج وازنة، ويحتضن الإشهار عددا كبيرا من هذه البرامج..
كان العمل الإذاعي وقتئذ يقوم أساسا على تلبية رغبات المستمعين..لذلك كانت هناك منافسة شديدة بين هذه الإذاعات من أجل استقطاب الإشهار.. ولا ضير في ذلك، فكل هذه المحطات إذاعات تجارية يجب أن تقاتل من أجل الحصول على موارد الإشهار لضمان استمراريتها..ومن أدوات التنافس، السباق لجلب الأغاني الجديدة وبثها عبر الأثير..ثم لجأت هذه الإذاعات في مرحلة أخرى إلى التنافس في إنجاز برامج جديدة، ومسلسلات، وتمثيليات ومسرحيات..كلها فقرات ترفيهية وتنشيطية تخلب لب وأذن المستمع على امتداد المواسم الإذاعية..
ثم أثمر النضال الوطني، وجاء الاستقلال...فولدت إذاعة طنجة من جديد وقلبها يتكلم العربية، ونبضها يحكم أفقه المغرب العربي..
فتحت صدرها لأبناء الشعب الجزائري ليلهموا بعضهم البعض الحرية عبر الأثير.. فلا كانت الحرية إذ لم تكن مغاربية. أنشئ قسم بإذاعة طنجة أطلق عليه «إذاعة الجزائر الحرة»، يفك الحصار عن أخبار المجاهدين الأشقاء الجزائريين.. لقد كانت استوديوهات إذاعة طنجة منبرا لبث أخبار الثورة الجزائرية وقراءة بياناتها، وتمجيد انتصاراتها، والإعلان في المقابل عن هزائم المستعمر وخسائره..
ثم أنشأت إذاعة طنجة قسما آخر أطلق عليه اسم «إذاعة موريتانيا وإفريقيا» يبث أخبار الموريتانيين وبلدان أفريقيا جنوب الصحراء وينقل نضالهم من أجل الحرية والاستقلال..فأمست بذلك إذاعة تبث برامجها بالعربية والحسانية، والولوف..
ومن المحطات البارزة كذلك في تاريخ هذه الإذاعة وقوفها إلى جانب الشرعية الوطنية وإفشالها للمحاولة التي استهدفت استقرار البلد، ذات صيف من بداية السبعينيات... وكأن قدرها نسج سَداة نسيج الوطن ولُحْمَتِه... أليس من وظيفة الإعلام تعميق الشعور بالوطن، وبث مشاعر ضرورة الوحدة؟..